# Stefan Stiller

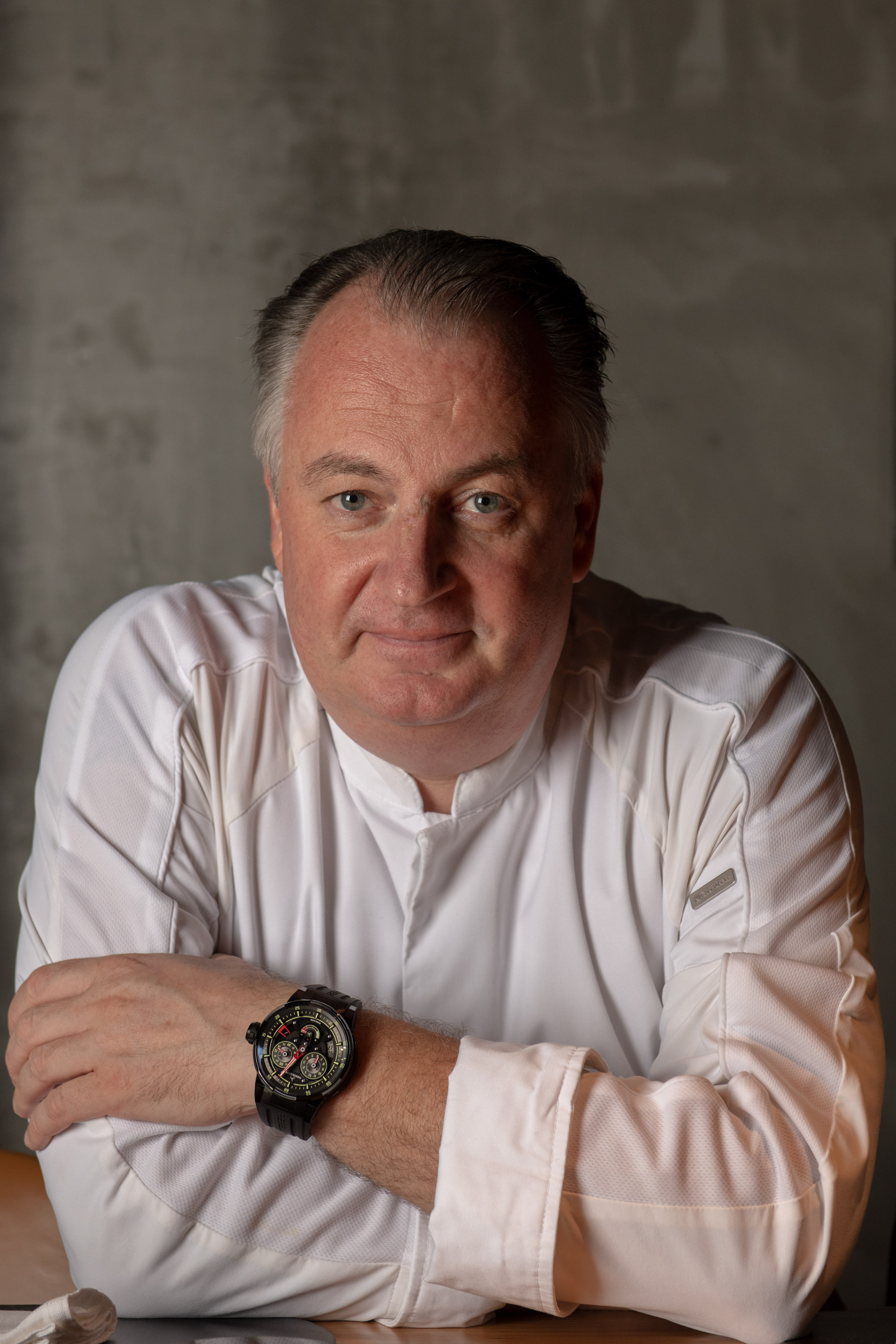
Stefan Stiller (2019)

Stefan Stiller (* 1966 in Hildesheim) ist ein deutscher Koch, der seit 2004 in Shanghai lebt und arbeitet.

## Werdegang
Nach der Ausbildung wechselte Stiller zum Fürstenhof in Celle und dann zum Goldenen Pflug bei Herbert Schönberner in Köln (drei Michelinsterne). 1988 ging er zu den Schweizer Stuben bei Dieter Müller (zwei Michelinsterne).
1989 wurde er Küchenchef im Restaurant Grand Cru im Gasthaus zur Kanne in Deidesheim, das mit einem Michelin-Stern ausgezeichnet wurde. Im Sommer 2004 zog er mit seiner koreanischen Frau Yoshi nach Shanghai, wo er Küchenchef im Club Shanghai war.
Im August 2008 macht er sich mit Stiller’s Restaurant selbstständig. Im April 2016 öffnete Stiller das Restaurant Taian Table in der Tai’an Road, das im September 2016 mit einem Michelin-Stern ausgezeichnet wurde. Im September 2019 wurde der zweite Stern verliehen. Im November 2021 hat Taian Table (Shanghai) den dritten Stern im Michelin Guide für 2022 verliehen bekommen.

## Auszeichnungen
- 2016: Ein Stern im Guide Michelin 2016
- 2019: Zweiter Stern im Guide Michelin 2020[7]
- 2021: Dritter Stern im Guide Michelin 2022[8]